# Вилковыский, Григорий Александрович

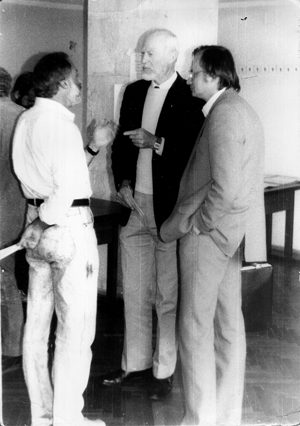
Григорий Вилковыский (на фото слева) с Брайсом Девиттом и Андреем Барвинским на пятом семинаре по квантовой гравитации в Москве, 1990

Григо́рий Алекса́ндрович Вилковы́ский, англ. G. A. Vilkovisky (род. 23 ноября 1946 года) — советский и российский физик-теоретик. Автор и соавтор методов: формализм Баталина-Вилковыского, связность Вилковыского, эффективное действие Вилковыского- ДеВитта.

## Биография
Родился в Москве в 1946 г. в семье медиков. В 1963 г. поступил на физический факультет Горьковского государственного университета. После года обучения был переведен на физический факультет Московского государственного университета, который и окончил в 1969 г. В 1972 г. получил ученую степень кандидата физико-математических наук, а в 1989 г. ученую степень доктора физико-математических наук. Тема докторской диссертации «Методы квантования калибровочных полей и квантовая гравитация». Лауреат Премии имени И. Е. Тамма Российской академии наук (1995) за цикл работ «Общая теория квантования калибровочных систем». До 1985 г. работал в институтах Госстандарта СССР. В 1985 г. по инициативе академиков В. Л. Гинзбургa и М. А. Маркова перешел на работу в Физический институт им. П. Н. Лебедева АН СССР. В 1990-х годах работал приглашенным профессором в Техасском университете в Остине, в Национальном институте ядерной физики в Италии, в Институте Юкавы в Киото. Многократно получал гранты Центра Вольты в Италии. Автор и соавтор более пятидесяти научных публикаций в области квантовой теории поля и квантовой гравитации. Автор получившего известность высказывания «Квантовая гравитация это сочетание двух слов, и нужно знать оба». В настоящее время ведущий научный сотрудник Лаборатории взаимодействия излучения с веществом Физического института им. П. Н. Лебедева в Москве.

## Научные результаты
Установил меру функционального интегрирования в квантовой гравитации (совместно с Е. С. Фрадкиным).
Разработал метод квантования релятивистских гамильтоновых систем со связями (совместно с Е. С. Фрадкиным).
Совместно с И. А. Баталиным создал общий ковариантный метод квантования калибровочных полей, основанный на введенных этими авторами понятиях антиполей и антискобок (формализм Баталина-Вилковыского). За эту работу удостоен премии им. И. Е. Тамма Российской академии наук.
Создал геометрическую теорию эффективного действия квантовых полей (связность Вилковыского, эффективное действие Вилковыского-ДеВитта).
Совместно с А. О. Барвинским разработал методы вычисления и приложения нелокального эффективного действия в квантовой теории поля.
Впервые решил задачу обратной реакции вакуумного рождения частиц (в электродинамике).
Получил решение проблемы обратной реакции излучения Хоукинга.

## Публикации
Список публикаций: Vilkovisky, Gregory A ResearcherID: M-8615-2015 Other Names: Вилковыский